# Powerdot
Powerdot — класс для LaTeX, позволяющий создавать слайды для презентаций. Может рассматриваться как альтернатива классу Beamer.
Этот класс основан на классе prosper и пакете HA-prosper, и был создан с намерением заменить prosper и HA-prosper.